# Signorina Fiat
Signorina Fiat è un cortometraggio del 2001 diretto da Giovanna Boursier.

## Trama
Documentario su Maria Teresa Arisio, impiegata alla Fiat di Torino per 33 anni, dal 1961 al 1994.